# 普雷索
普雷索（法語：Préseau，法語發音：[pʁezo]）是法国上法兰西大区北部省的一个市镇，位于该省东部，属于瓦朗谢讷区。

## 地理
普雷索（50°18'39"N, 3°34'27"E）面积6.34 平方千米，位于法国上法蘭西大區北部省，该省份为法国最北部的省份及最长的省份，西北濒北海，西接加来海峡省，南至埃纳省和索姆省，东与比利时接壤。
与普雷索接壤的市镇（或旧市镇、城区）包括：索尔坦、欧努瓦莱瓦朗谢讷、屈尔日、阿特尔、马雷什、维莱波勒。

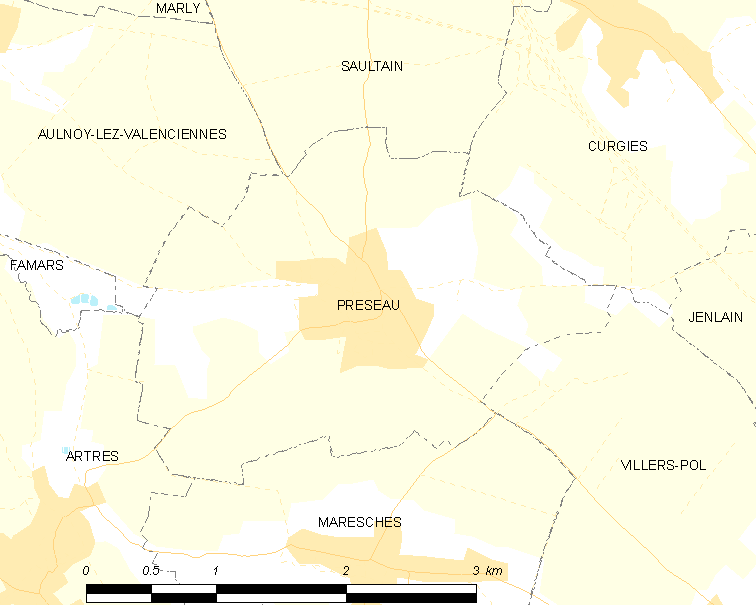
普雷索的OSM定位图

普雷索的时区为UTC+01:00、UTC+02:00（夏令时）。

## 行政
普雷索的邮政编码为59990，INSEE市镇编码为59471。

## 政治
普雷索所属的省级选区为马尔利县。

## 人口

1962-2008年间普雷索人口变化图示

普雷索于2022年1月1日时的人口数量为2083人。